# جانی کش
جان آر. «جانی» کش (به انگلیسی: John R. "Johnny" Cash) (۲۶ فوریهٔ ۱۹۳۲ – ۱۲ سپتامبر ۲۰۰۳) که همچنین با لقب مرد سیاه‌پوش نیز شناخته می‌شود، از خوانندگان بزرگ سبک کانتری در آمریکا و یکی از تأثیرگذارترین موسیقی‌دانان قرن بیستم بود.
گرچه او بیشتر به خاطر هنرنمایی در موسیقی کانتری شناخته می‌شود، صدا و خوانندگی‌اش پلی‌است میان سبک‌های مختلف موسیقی مانند راک اند رول، بلوز و موسیقی بومی. این مهم باعث شد تا جانی کش هم در موزه و تالار مفاخر موسیقی کانتری و هم در تالار مشاهیر راک اند رول حضور داشته باشد. او با ۴۸ سال سن، بدل به جوان‌ترین خواننده‌ای شد که نامش وارد تالار مشاهیر کانتری شده است. وی برنده چندین جایزه گرمی نیز شد.

جانی کش بیشتر به خاطر صدای مشخص بم و زخم‌دارش در کنار مسلک محزون و رفتار فروتنانه‌اش شناخته می‌شود. بیشتر آهنگ‌های جانی کش —به خصوص آنهایی که در اواخر دوران شکوهش خوانده بود— بازتابی از اندوه، رنج و محنت بودند.
جانی کش بزرگترین ستاره سبک موسیقی کانتری در آمریکا محسوب می‌شود. سرودن ۵۰۰ ترانه، کسب ۱۳ جایزه گرمی و فروش بیش از ۵۰ میلیون نسخه آلبوم «مرد سیاه‌پوش» کانتری را جاودانه کرد.
او گفته بود که تا زمانی که ریشه فقر و جنگ در دنیا خشک نشود، همواره سیاه خواهد پوشید. جانی کش خود در خانواده‌ای بسیار تنگدست زاده شده بود.

## زندگی شخصی
جانی کش در ۲۶ فوریه ۱۹۳۲ میلادی و در شهر کینگزلند از ایالت آرکانزاس به دنیا آمد. او فرزند چهارم خانواده بود. نام پدرش رِی کش بود. والدینش او را جی-آر نامیدند چون اسم دیگری به ذهنشان نمی‌رسید. وقتی که می‌خواست به استخدام نیروی هوایی دربیاید این موضوع برایش دردسرساز شد چون آن‌ها جی-آر را به عنوان اسم نپذیرفتند، بنابراین او از آن به بعد از اسم جان-آر کش به عنوان اسم رسمی استفاده کرد و در سال ۱۹۵۵ نام جانی کش را به عنوان اسم هنری خود برگزید.
آنها چهار فرزند بودند و برادر جوان‌ترش بنام تامی نیز به هنرمند معروفی در سبک کانتری تبدیل شد. جانی در ۵ سالگی شروع به کار در مزرعه پنبه کرد و در حین کار در کنار خانواده‌اش با آواز آن‌ها همراهی می‌کرد. مزرعه آن‌ها را دو بار سیل فراگرفت که همین موضوع بعدها انگیزه‌ای شد برای نواختن یکی از ترانه‌های وی. شرایط بد اقتصادی او و خانواده‌اش و سختی که در دوران رکود بزرگ تجربه کردند، بعدها انگیزه خوبی برای سرودن بسیاری از ترانه‌هایش شد.

او رابطه بسیار نزدیکی با برادر بزرگترش جک داشت. در مه سال ۱۹۴۴ جک در اثر یک حادثه با دستگاه برش، جان خود را از دست داد. او در هنگام مرگش فقط ۱۵ سال داشت. جانی کش هر از چندگاهی در مورد احساس گناهی که نسبت به مرگ برادرش حس می‌کند صحبت کرده‌است.
کودکی جانی کش با موسیقی گاسپل که از رادیو پخش می‌شد پیوند خورده‌است. او با کمک مادر و دوستان دوران کودکی‌اش شروع به نواختن گیتار و سرودن شعر کرد. در دوران دبیرستان در یک رادیوی محلی نیز اجرای برنامه داشت. همچنین از موسیقی ایرلندی که از رادیوی آنزمان پخش می‌شد، تأثیر فراوانی گرفته‌است.

جانی کش در هفتم ژوئیه ۱۹۵۰ به نیروی هوایی ایالات متحده آمریکا پیوست. پس از آموزش‌های اولیه در پایگاه نیروی هوایی لاکلند و آموزشهای فنی در پایگاه هوایی بروکس (هر دو واقع در ایالت تگزاس) به واحد امنیتی اطلاعاتی نیروی هوایی پیوست. کش وظیفه تحلیل کد مورس را در لندزبرگ آم لش واقع در آلمان بعهده داشت. او اولین اپراتوری بود که خبر مرگ جوزف استالین را دریافت کرد. جانی کش در سوم ژوئیه ۱۹۵۴ از خدمت مرخص شد و به تگزاس بازگشت.

## ازدواج و خانواده
در ۱۸ ژوئیه ۱۹۵۱ هنگامی که جانی در نیروی هوایی خدمت می‌کرد، با دختری ۱۷ ساله به نام ویویان لیبرتو در پیست اسکیت آشنا شد. آشنایی آن‌ها بمدت ۳ هفته طول کشید تا اینکه جانی برای مدت سه سال به آلمان فرستاده شد. در طول این مدت، آن‌ها صدها نامه عاشقانه به یکدیگر فرستادند. در ۷ اوت ۱۹۵۴ یعنی یک ماه بعد از مرخص شدن از خدمت به ازدواج یکدیگر درآمدند. مراسم عقد توسط عموی ویویان که پدر روحانی بود انجام شد. آن‌ها صاحب چهار دختر به نام‌های رُزانا، کتی، سیندی و تارا شدند. زیاده‌روی در مصرف مشروب و همچنین مواد مخدر، تورهای طولانی مدت و رابطه جانی با زن‌های دیگر و به‌خصوص رابطه نزدیکش با خواننده سبک کانتری، جون کارتر به جدایی او و همسرش در سال ۱۹۶۶ انجامید.

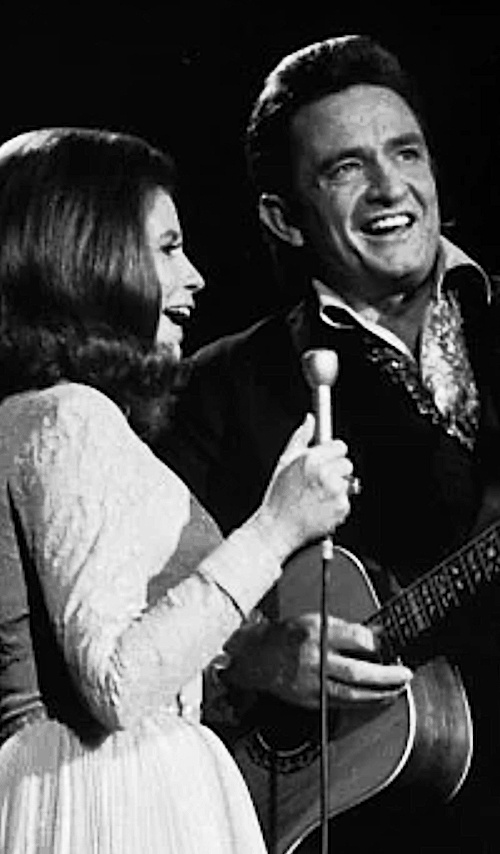
جانی کَش و جون کارتِر

جانی تقریباً سیزده سال پس از آشنایی‌اش با جون کارتر در سال ۱۹۶۸ هنگام اجرای کنسرتی در لندن از او خواستگاری کرد و سرانجام در اول ماه مارس ۱۹۶۸ با او ازدواج کرد. آن‌ها صاحب یک فرزند بنام جان کارتر کش شدند که در سوم مارس ۱۹۷۰ به دنیا آمد.
آنها به فعالیت حرفه‌ای در کنار یکدیگر برای مدت ۳۵ سال ادامه دادند تا اینکه با مرگ جون کارتر در سال ۲۰۰۳ پایان پذیرفت. درست چهار ماه پس از مرگِ جون، جانی کش نیز درگذشت.

## زندگی حرفه‌ای

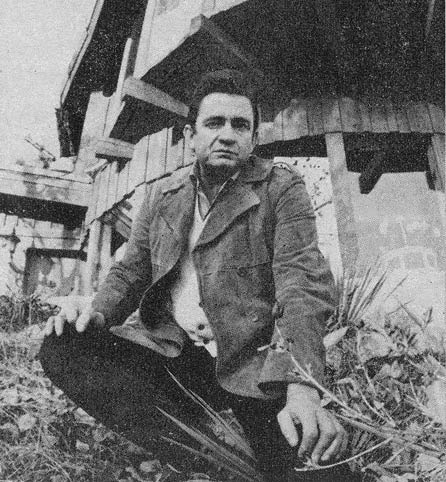
جانی کش سال ۱۹۶۹

در سال ۱۹۵۴ جانی و همسر اولش ویویان به شهر ممفیس در ایالت تنسی نقل مکان کردند. جانی با همراهی دو نوازنده به نام‌های لوتر پرکینز و مارشال گرنت یک گروه سه نفره را تشکیل دادند و تلاش کردند که قراردادی با کمپانی موسیقی سان به امضا برسانند. بعد از اولین اجرا برای سَم فیلیپس، او به آن‌ها گفت که علاقه‌ای به موسیقی گاسپل ندارد و این موسیقی دیگر خریدار چندانی نخواهد داشت. نهایتاً با اجرای ترانه‌ای متفاوت که جانی در دوران خدمت ساخته بود توانستند قرارداد را به دست آورند. در سال ۱۹۵۵ او موفق به ضبط اولین ترانه در استودیو سان با نام گریه کن! گریه کن! گریه کن! شد که با موفقیت زیادی همراه بود.
در دسامبر ۱۹۵۶ الویس پریسلی گذرش به استودیو افتاد در حالیکه جانی کش و گروهش هم آنجا بودند. چهار نفر ساعاتی به بداهه نوازی پرداختند که بخش قابل توجهی از آن را موسیقی گاسپل تشکیل می‌داد. فیلیپس دستگاه ضبط را روشن گذاشت و بعدها آن‌ها را منتشر کرد.
در این میان ترانه روی خط قدم برداشتن شهرت بسیار زیادی پیدا کرد و توانست به رتبه نخست بیلبورد موسیقی کانتری دست پیدا کند.

## چهره قانون‌شکن

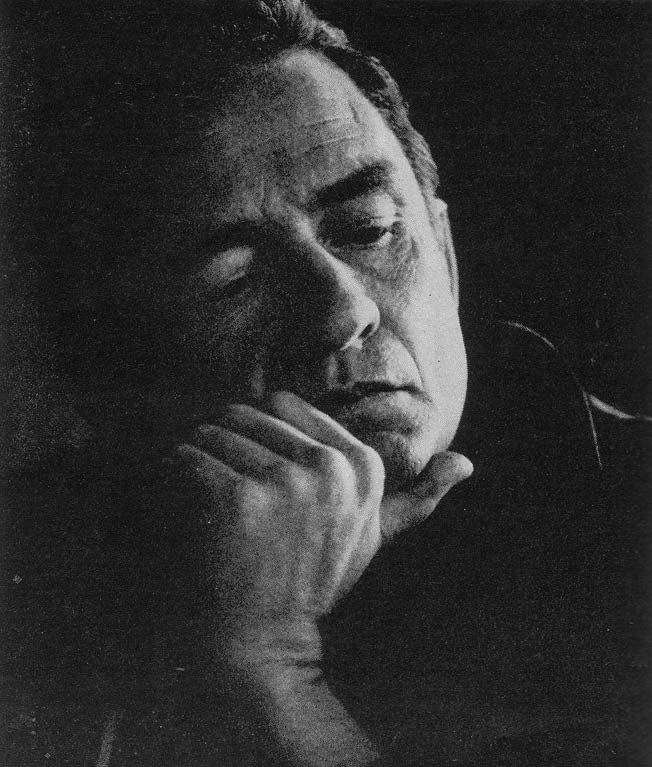
جانی کش در اواسط دهه 70

همراه با شهرت جانی کش در پایان دهه ۱۹۵۰ میلادی، او به مصرف بی‌رویه الکل روی آورد و همچنین به آمفتامین و باربیتورات معتاد شد. او برای مدتی با ویلون جنینگز که بشدت به آمفتامین اعتیاد داشت، همخانه شد. مصرف مواد باعث عصبی شدن و رفتارهای غیرعادی از جانب او شد. جانی کم‌کم مورد تمسخر دوستان و همکارانش قرار گرفت. بعضی از دوستان نشانه‌های این اعتیاد را جدی نگرفتند تا اینکه یک‌بار او در پشت صحنه اعتراف کرد که تمام مواد مخدر موجود را امتحان کرده‌است.
هرچند جانی کش از بسیاری جهات، کنترل لازم بر روی مسائل نداشت ولی همچنان استعداد و خلاقیتش در موسیقی باعث تولید آثار برتر می‌شد. ترانه حلقه آتش او به رتبه اول جدول موسیقی کانتری و بیست ترانه برتر موسیقی پاپ دست پیدا کرد.
در سال ۱۹۶۵ ماشین وانتِ جانی کش (که دچار آتش‌سوزی ناشی از داغ شدن محور چرخ شده بود) باعث ایجاد آتش‌سوزی در جنگل ملی لس پادرس در ایالت کالیفرنیا شد. این آتش‌سوزی تقریباً ۵۰۸ هکتار جنگل را از بین برد. وقتی قاضی از وی سؤال کرد که چرا این کار را کرده؟ وی پاسخ داد: «من این کار را نکردم. وانت من مرتکب این جرم شده‌است و الان هم مُرده. پس قاعدتاً نمی‌توانید از او سؤال کنید.» در نهایت پس از کشمکش‌های قانونی جانی کش موفق شد با پرداخت ۸۱۰۰۱ دلار جریمه به به دولت فدرال آمریکا به قضیه خاتمه دهد. او بعدها گفت که تنها کسی است که از سوی دولت آمریکا برای آتش‌سوزی جنگل جریمه شده‌است.
او هفت بار به دلیل ارتکاب به جرم‌های مختلف بزهکاری به زندان افتاد ولی هر بار پس از یک شب آزاد شد و هیچوقت عملاً زندانی نبود. یک بار هم در اکتبر ۱۹۶۵ در ال پاسوی تگزاس به جرم حمل مواد مخدر دستگیر شد ولی پس از دستگیری معلوم شد که برای حمل قرص‌های دگزامفتامین و اکوئینل که در گیتارش جاسازی شده بود نسخه پزشک داشته‌است.

## مرد سیاهپوش
از سال ۱۹۶۹ تا سال ۱۹۷۱ جانی کش برنامه تلویزیونی خود تحت عنوان «جانی کش شو» را به اجرا درآورد که از شبکه تلویزیونی ABC (شرکت پخش رسانه‌ای آمریکا) پخش می‌شد.
جانی کش در اواسط دهه ۶۰ با باب دیلن آشنا شد و این آشنایی نزدیک تا همسایه شدن آن‌ها در نیویورک نیز ادامه پیدا کرد. در اواخر دهه ۷۰ جانی کش خود را با شکل و شمایل و لباس سر تا پا سیاه معرفی کرد. در سال ۱۹۷۱ ترانه‌ای با نام «مرد سیاه پوش» ساخت تا توضیحی باشد برای این طرز لباس پوشیدنش.
او به نمایندگی از مردم فقیر و گرسنه، زندانیان و قربانیان مواد مخدر لباس سیاه به تن می‌کرد.
در سال ۲۰۱۶ میلادی گونه جدیدی از رتیل به نام جانی کش، خواننده آمریکایی ثبت شد. این رتیل سیاه در نزدیکی زندان معروف فولسم یافت شده‌است که جانی کش در این بازداشتگاه کنسرتی برای زندانیان برگزار کرد. کریس همیلتون از دانشگاه آبرن و همکارانش با توجه به کشف این رتیل در نزدیکی زندان فولسم و نیز سیاه‌رنگ بودن آن تصمیم گرفته‌اند که نام «آفونوپلما جانی‌کشی» (Aphonopelma JohnnyCashi) را روی این رتیل بگذارند.